# Zarka (gouvernement)
Het district Zarka (Arabisch: الزرقاء, Az Zarqā') is een van de twaalf gouvernementen waarin Jordanië is verdeeld. De hoofdstad is Zarka. Het district heeft 774.569 inwoners.

## Nahias
Zarka is verdeeld in vier onderdistricten (Nahia):
1. Al-Azraq
2. Az-Zarqa
3. Birin
4. As-Sukhnah

Ajlun · Amman · Akaba · Balka · Irbid · Jerash · Kerak · Ma'an · Madaba · Mafrak · Tafilah · Zarka